# Glasgow North East (circonscription du Parlement britannique)
Circonscription parlementaire de la Chambre des communes
Glasgow North East est une circonscription électorale britannique située en Écosse, permettant l'élection d'un député à la Chambre des communes du Royaume-Uni. Créée pour les élections générales britanniques de 2005, elle couvre notamment le district de Springburn.

## Liste des députés
| Élection | Élection | MP              | Parti              |
| -------- | -------- | --------------- | ------------------ |
|          | 2005     | Michael Martin  | Indépendant        |
|          | 2009     | Willie Bain     | Parti travailliste |
|          | 2015     | Anne McLaughlin | SNP                |
|          | 2017     | Paul Sweeney    | Parti travailliste |
|          | 2019     | Anne McLaughlin | SNP                |